# Jan Hempel
Jan Hempel (n. 21 august 1971, Dresda, RDG) este un săritor în apă german, medaliat olimpic. A participat la 3 ediții ale Jocurilor Olimpice (1988, 1996, 2000) în care a câștigat o medalie de argint și o medalie de bronz.